# Кокле
Кокле (на испански: Coclé) е една от 9-те провинции на централноамериканската държава Панама. Столицата ѝ е град Пенономе. Получава статут на провинция на 20 октомври 1985 г. Площта ѝ е 4947 квадратни километра и има население от 266 969 души (по изчисления за юли 2020 г.).